# Dries van der Lof
Dries van der Lof (Emmen, 23 d'agost de 1919 - Enschede, 24 de maig de 1990) va ser un pilot de curses automobilístiques neerlandès que va arribar a disputar curses de Fórmula 1.

## A la F1
Va debutar a la tercera temporada de la història del campionat del món de la Fórmula 1, la corresponent a l'any 1952, disputant el 17 d'agost el GP dels Països Baixos, que era la setena i penúltima prova del campionat.
Dries van der Lof va arribar a participar en una única cursa puntuable pel campionat de Fórmula 1, sent el primer pilot neerlandès (junt amb Jan Flinterman) que prenia part a una cursa de la F1.

## Resultats a la Fórmula 1
| Any  | Equip                     | Xassís | Motor | 1   | 2   | 3   | 4   | 5   | 6   | 7       | 8   | Posició | Punts |
| ---- | ------------------------- | ------ | ----- | --- | --- | --- | --- | --- | --- | ------- | --- | ------- | ----- |
| 1952 | Hersham and Walton Motors | HWM    | Alta  | SUI | 500 | BEL | FRA | GBR | ALE | HOL Ret | ITA | -       | 0     |

### Resum
| Curses: | Victòries: | Pòdiums: | Poles: | Voltes ràpides: | Punts: |
| ------- | ---------- | -------- | ------ | --------------- | ------ |
| 1       | 0          | 0        | 0      | 0               | 0      |